# Joseph de Miaczynski
Joseph de Miaczynski (parfois orthographié Miaczinski ou Miaczinsky, en polonais : Józef Miączyński), né le 21 avril 1743 et mort guillotiné le 22 mai 1793, est un général polonais puis français de la Révolution française qui s'illustre lors de la Confédération de Bar et de la Révolution française.

## Origine

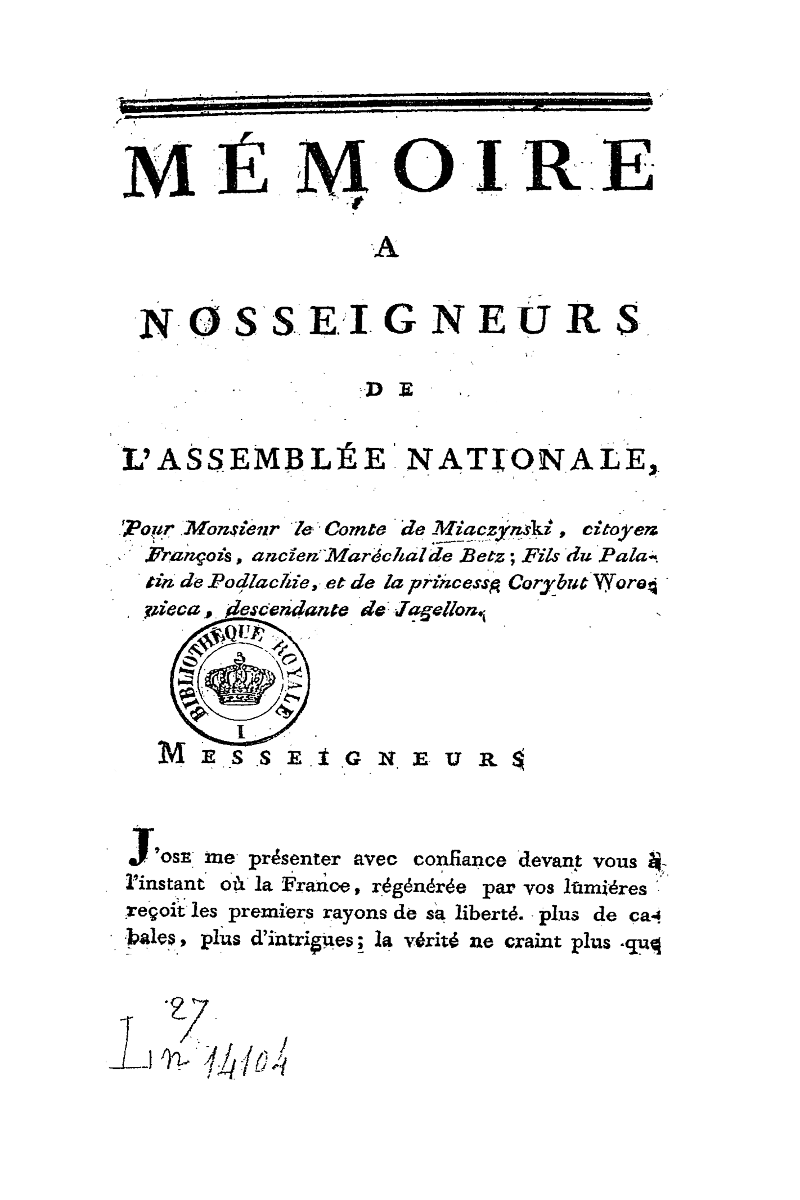

Joseph de Miaczynski nait dans une famille noble de Pologne. Il est le fils d'Antoine de Miaczynski (pl), palatin de Podlachie et le petit-fils d'Atanase Miaczynski (pl).

## Confédération de Bar
En 1768, il devient l'un des chefs militaires de la confédération de Bar et est fait maréchal de Belz. Il se lie alors d'amitié avec l'envoyé français auprès de la confédération, le colonel Dumouriez. En avril 1771, il commande 300 hommes autour de Biała, mais subit le 20 mai la contre-attaque russe. Le 23 mai, lors de la défaite de Lanckorona, il est fait prisonnier par les Russes. Relâché contre rançon, il rejoint les troupes de la confédération.

## Exil
Averti par l'ambassadeur de France à Vienne des projets de l'Autriche de s'assurer de sa personne, il s'exile en Bavière. De retour en Pologne à la mort de son père, il refuse le pardon royal et se retire, à peu près ruiné par les dépenses engagées pour lever des troupes, en France.

## Révolution française
Pendant la Révolution française, il sert dans l'armée du Nord commandée par le général Dumouriez. Maréchal de camp depuis le 25 mai 1792, il est présent à Valmy, où il commande une brigade de la division Dillon. À Jemmapes, il combat à la gauche de l'aile droite française. Il participe ensuite au siège de Maastricht et sa division est sévèrement accrochée près d'Aix-la-Chapelle le 3 mars 1793 lors de la retraite des forces du général Valence. Il est alors obligé de se retirer vers Liège.
Lors de la bataille de Neerwinden, il commande une division à la gauche de l'armée, subordonnement au général Miranda. Il dirige la colonne la plus à gauche du dispositif français et prend Dormaal avant d'en être chassé par plusieurs contre-attaques de Benjowski.
Lors de la tentative de coup d'État de Dumouriez, Miaczynski est chargé de s'assurer de la place forte de Lille. Mais Joseph Bologne de Saint-George, le commandant de la place, prévenu, le laisse entrer dans la place avec une centaine de cavaliers et les fait aussitôt arrêter. Décrété d’arrestation le 2 avril 1793, transporté à Paris, condamné le 17 mai par le Tribunal révolutionnaire, il est guillotiné le 22 mai,.